# Vicent Arzo Diago
Vicent Arzo Diago (La Vall d'Uixó, 25 de juliol de 1963) és un esportista paralímpic valencià.

## Trajectòria
Comença la seva participació en l'esport adaptat el 1986, aconseguint el Campionat d'Espanya en llançament de disc, el Subcampionat en javelina i la tercera posició en llançament de pes.
Prossegueix la seva participació esportiva des de l'any 1992 fins a 1996, competint en natació, aconseguint en aquesta modalitat esportiva els seus majors èxits fins al moment, en aquests anys obté 12 títols de Campió d'Espanya i 6 plusmarques nacionals en les modalitats d'Estil Lliure i Papallona, en les distàncies de 50, 100 i 400 m.
A més s'alça amb la medalla de Bronze en el Campionat del Món de natació de 1994, celebrat en Malta, culminant la seva etapa en aquesta modalitat. Des de l'any 2002, participa en la modalitat d'Atletisme en cadira de rodes, competint en les proves de 100, 200 i 400m, en pista, i en les distàncies de Mitja Marató i Marató, havent aconseguit el Campionat d'Espanya en aquestes distàncies, i les plusmarques nacionals en els 100, 200 i 400 m.
El seu assoliment més destacat en l'Atletisme va ser la 5a posició en l'edició 2002 de la Mitja Marató Internacional del Japó.
En el 2005 es va consagrar Subcampió d'Europa en la prova de ciclisme en ruta masculí i bronze en la contrarellotge individual, a més d'aconseguir el campionat d'Espanya en ambdues modalitats, en el campionat del món del 2006 obté el bronze en la prova de fons en ruta, i en el campionat del món de 2007 assoleix el bronze en la prova de contrarellotge.

## Jocs Paralímpics d'Atenes 2004
Després de la seva participació en Atletisme en cadira de rodes en els Jocs Paralímpics d'Atenes 2004, canvia de modalitat esportiva al Ciclisme Adaptat (HANDBIKE) esport en el qual aconsegueix grans assoliments.

## Jocs Paralímpics de Pequín
En els Jocs Paralímpics de Pequín 2008, Arzó va aconseguir la medalla de plata en Contrarellotge en carretera, amb un temps de 20.36.91, per darrere d'Oz Sánchez.

## Promoció de l'esport adaptat
Pertany al Club d'Esports Adaptats La Vall (C.I.A. LA VALL), com esportista i col·laborador en l'organització d'esdeveniments esportius, per a promoure l'esport adaptat a nivell local i provincial.

## Premis[6]
- 12 títols de Campió d'Espanya de natació, amb 6 plusmarques nacionals en les modalitats d'estil lliure i papallona.
- Subcampió d'Europa en la prova de ciclisme de fons en ruta i bronze en la contrarellotge individual.
- 1 Campionat Nacional en ambdues modalitats.
- Bronze en la prova de Fons en Ruta i en la prova de contrarellotge, en el Campionat del Món de Ciclisme Adaptat UCI.
- Plata en els Jocs Paralímpics de Pequín 2008.
- Medalla d'Or de la Generalitat Valenciana al Mèrit Esportiu.

## Palmarès atlètic
| Any  | Campionat                                         | Resultat        | Distància                    |
| ---- | ------------------------------------------------- | --------------- | ---------------------------- |
| 1986 | Campionat d'Espanya de 1986                       | Or              | Llançament de disc           |
| 1986 | Campionat d'Espanya de 1986                       | Plata           | Llançament de javalina       |
| 1986 | Campionat d'Espanya de 1986                       | Bronze          | Llançament de pes            |
| 1992 | Campionat d'Espanya de 1992                       | 6 medalles d'or | Natació                      |
| 1996 | Campionat d'Espanya de 1996                       | 6 medalles d'or | Natació                      |
| 2002 | Campionat d'Espanya de 2002                       | Or              | Atletisme en cadira de rodes |
| 2005 | Campionat d'Europa de 2005                        | Or              | Fons en ruta                 |
| 2005 | Campionat d'Europa de 2005                        | Bronze          | Contrarellotge individual    |
| 2005 | Campionat d'Europa de 2005                        | Or              | Diverses modalitats          |
| 2006 | Campionat del Món de Ciclisme Adaptat UCI de 2006 | Bronze          | Fons en ruta                 |
| 2007 | Campionat del Món de Ciclisme Adaptat UCI de 2007 | Bronze          | Contrarellotge en carretera  |
| 2008 | Jocs Paralímpics de Pekín 2008                    | Plata           | Contrarellotge en carretera  |
| 2009 | V Criterium de Ciclisme Adaptat de La Vall d'Uixó | Plata           | Fons en ruta                 |
| 2009 | Copa d'Europa UCI (Segovia)                       | Or              | Fons en ruta                 |
| 2009 | Copa d'Europa UCI (Segovia)                       | Or              | Contrarellotge individual    |

## Homenatges
Va rebre el premi Sant Vicent Ferrer el 2003, el premi Valler de l'any el 2009, i la pista d'atletisme de La Vall d'Uixó du el seu nom en homenatge des del gener de 2010.